# Igo Etrich
Pour les articles homonymes, voir Etrich.
Ignaz « Igo » Etrich, né à Ober Altstadt (en Autriche-Hongrie, actuellement Horní Staré Město en République tchèque) le 25 décembre 1879 et mort à Salzbourg (Autriche) le 4 février 1967 , est un aviateur et concepteur d'avion autrichien.
Il a notamment conçu l'avion monoplace Etrich Taube, utilisé lors des bombardements de la Première Guerre mondiale.

## Récompenses et distinctions
- Officier de l'ordre du Mérite de la République fédérale d'Allemagne
- Médaille Rudolf Diesel (de)